# Gold Vol. 1
Gold Vol. 1 — франкоязычный сборник канадской певицы Селин Дион, выпущенный во Франции лейблом Versailles 2 октября 1995 года. В него вошли четырнадцать редких песен, записанных в период с 1982 по 1988 год, в том числе «Ne partez pas sans moi», с которой Дион одержала победу на конкурсе песни Евровидение. Позже альбом был выпущен и в других странах мира под разными названиями, с разными обложками и на разных музыкальных лейблах. Gold Vol. 1 получил двойной золотой статус во Франции, где достиг тридцатой позиции в чарте. Альбом также попал в чарты Бельгии (Валлонии), Японии и Великобритании.

## Предыстория
После успеха D’eux, ставшего самым продаваемым франкоязычным альбомом всех времён, различные музыкальные лейблы по всему миру выпустили компиляции с ранними и редкими записями Дион 1980-х годов. Они были изданы с разными обложками и под разными заголовками: Gold Vol. 1, For You, Les premières années, Ne partez pas sans moi, La Romance, Les premières chansons vol. 1, The Best of Early Years и Classique - A Love Collection. Gold Vol. 1 был выпущен 2 октября 1995 года во Франции, а позже были выпущены другие варианты сборника в Европе, Азии, Австралии и Южной Америке.

## Реакция критики и коммерческий успех
Роб Тикстон из AllMusic оценил альбом на три звезды из пяти и отметил, что «здесь нет действительно выдающегося материала, однако в нём слышен намёк на будущий собственный стиль Дион». Джеймс Кристофер Монгер, также из AllMusic, поставил альбому две с половиной звезды из пяти.
Gold Vol. 1 достиг тридцатой позиции во Франции в октябре 1995 года и в конечном итоге стал дважды платиновым в 2000 году после продажи 385 400 экземпляров. Альбом также достиг четырнадцатой строки в Португалии, тридцать второй в Бельгии (Валлонии) в ноябре 1995 года и шестьдесят четвертой в Японии в марте 1996 года. В Великобритании он был выпущен двумя музыкальными лейблами: D Sharp Music (под названием For You) и Epic Records (под названием Les premières années). For You достиг 138-й позиции в британском чарте альбомов в феврале 1996 года. Les premières années вошёл в британский чарт в октябре 1996 года и добрался до 135-й позиции в сентябре 1998 года.

## Список композиций
| №                   | Название                          | Автор(ы)                              | Продюсер(ы)               | Длительность |
| ------------------- | --------------------------------- | ------------------------------------- | ------------------------- | ------------ |
| 1.                  | «D’amour ou d’amitié»             | Эдди Марне Жан-Пьер Ланж Ролан Венсан | Марне Руди Паскаль        | 4:00         |
| 2.                  | «Visa pour les beaux jours»       | Марне Кристиан Луажеро Тьерри Жофруа  | Марне Паскаль             | 3:25         |
| 3.                  | «Ne partez pas sans moi»          | Нелла Мартинетти Атилла Шерефтуг      | Шерефтуг Урс Петер Келлер | 3:08         |
| 4.                  | «Les oiseaux du bonheur»          | Марне Андре Попп                      | Марне Паскаль             | 3:39         |
| 5.                  | «Tellement j’ai d’amour pour toi» | Марне Юбер Жиро                       | Марне Паскаль             | 2:57         |
| 6.                  | «La religieuse»                   | Дидье Барбеливьен                     | Барбеливьен               | 3:28         |
| 7.                  | «C’est pour toi»                  | Марне Франсуа Оренн                   | Марне Паскаль             | 4:02         |
| 8.                  | «Avec toi»                        | Марне Луажеро Жофруа                  | Марне Паскаль             | 3:28         |
| 9.                  | «Mon rêve de toujours»            | Марне Жан-Пьер Гуссо                  | Марне Паскаль             | 4:19         |
| 10.                 | «Du soleil au cœur»               | Марне Жан-Клон Массулье Попп          | Марне Паскаль             | 2:42         |
| 11.                 | «À quatre pas d’ici»              | Марне Питер Синфилд Энди Хилл         | Марне Паскаль             | 3:54         |
| 12.                 | «Un amour pour moi»               | Марне Луажеро Жофруа                  | Марне Паскаль             | 3:18         |
| 13.                 | «Billy»                           | Марне Патрик Лемэтр                   | Марне                     | 3:05         |
| 14.                 | «Comment t’aimer»                 | Марне Романо Мусумарра                | Мусумарра                 | 4:00         |
| Общая длительность: | Общая длительность:               | Общая длительность:                   | Общая длительность:       | 49:41        |

## Чарты
| Чарт (1995—1998)            | Позиция |
| --------------------------- | ------- |
| Бельгия/Валлония (Ultratop) | 32      |
| Великобритания (OCC)        | 135     |
| Португалия (AFP)            | 14      |
| Франция (SNEP)              | 30      |
| Япония (Oricon)             | 64      |

## Сертификации и продажи
| Регион                                                       | Сертификация | Продажи  |
| ------------------------------------------------------------ | ------------ | -------- |
| Франция (SNEP)                                               | 2× Золотой   | 200 000* |
| * Данные о продажах приведены только на основе сертификации. |              |          |

## История релиза
| Название               | Регион         | Дата            | Лейбл         | Формат | Каталог         |
| ---------------------- | -------------- | --------------- | ------------- | ------ | --------------- |
| Gold Vol. 1            | Франция        | 2 октября 1995  | Versailles    | CD     | VER 480287 2    |
| For You                | Великобритания | 29 января 1996  | D Sharp Music | CD     | DHS LCD7021     |
| For You                | Япония         | 28 февраля 1996 | Cutting Edge  | CD     | CTCR 15008      |
| Ne partez pas sans moi | Португалия     | 1 апреля 1996   | MVM           | CD     | 5 603395 000294 |
| Les premières années   | Великобритания | 7 октября 1996  | Epic          | CD     | 488104 2        |